# Jean Civiale
Jean Civiale, né le 5 juillet 1792 au hameau de Salilhes, à Thiézac (Cantal) et mort 13 juin 1867 à Paris, est un médecin et chirurgien français, promoteur du traitement des calculs vésicaux par la lithotritie, c'est-à-dire de leur destruction en place par broyage ou par dissolution.
Par son recueil de données statistiques à grande échelle pour démontrer la supériorité de cette technique, il est à l'origine des racines historiques de la médecine fondée sur des preuves .

## Biographie
Il est le fils de Pierre Civiale et de Jeanne Usse. Après une médiocre scolarité, il entreprend des études de médecine à l'Ecole de médecine de Paris en 1817. Reçu docteur en 1820, il est nommé à l'hôpital Necker de Paris puis chef de service consacré aux pathologies des voies urinaires (notamment la lithiase urinaire) et y consacre toute sa vie. Il résidait aussi à Vic-sur-Cère où il suivait des patients en convalescence ou en cure.
À sa mort, il avait pratiqué plus de quinze-cents lithotrities et un certain Pajot, professeur d'obstétrique et poète, écrivit : 
« De Civiale au cimetière
Où la mort vient de l'envoyer
La tombe n'aura pas de pierre :
Il sortirait pour la broyer.»
Peu après, son portait par David d'Angers a été donné à L'Homme bon (tandis que L'Homme sage est Louis-Furcy Grognier)  dans le tableau allégorique du socle de la statue du pape Sylvestre II à Aurillac. La bibliothèque interuniversitaire de santé, à Paris, conserve son buste en bronze, œuvre du sculpteur Henri Chapu.
Membre de l'Académie de médecine, il habitait à Garches où sa chapelle funéraire au cimetière communal, due à l'architecte Rolin, est remarquable.
Son fils Aimé Civiale (1821-1893) fut un pionnier de la photographie des montagnes.

## Travaux
Il cherche à remplacer par des procédés moins dangereux la taille (ou cystotomie), pratiquée depuis l'Antiquité, opération chirurgicale qui consiste à inciser la vessie ou les reins. Après avoir essayé de réduire la pierre par le canal de l'urètre, puis par dissolution, il opère par broiement ou lithotritie.

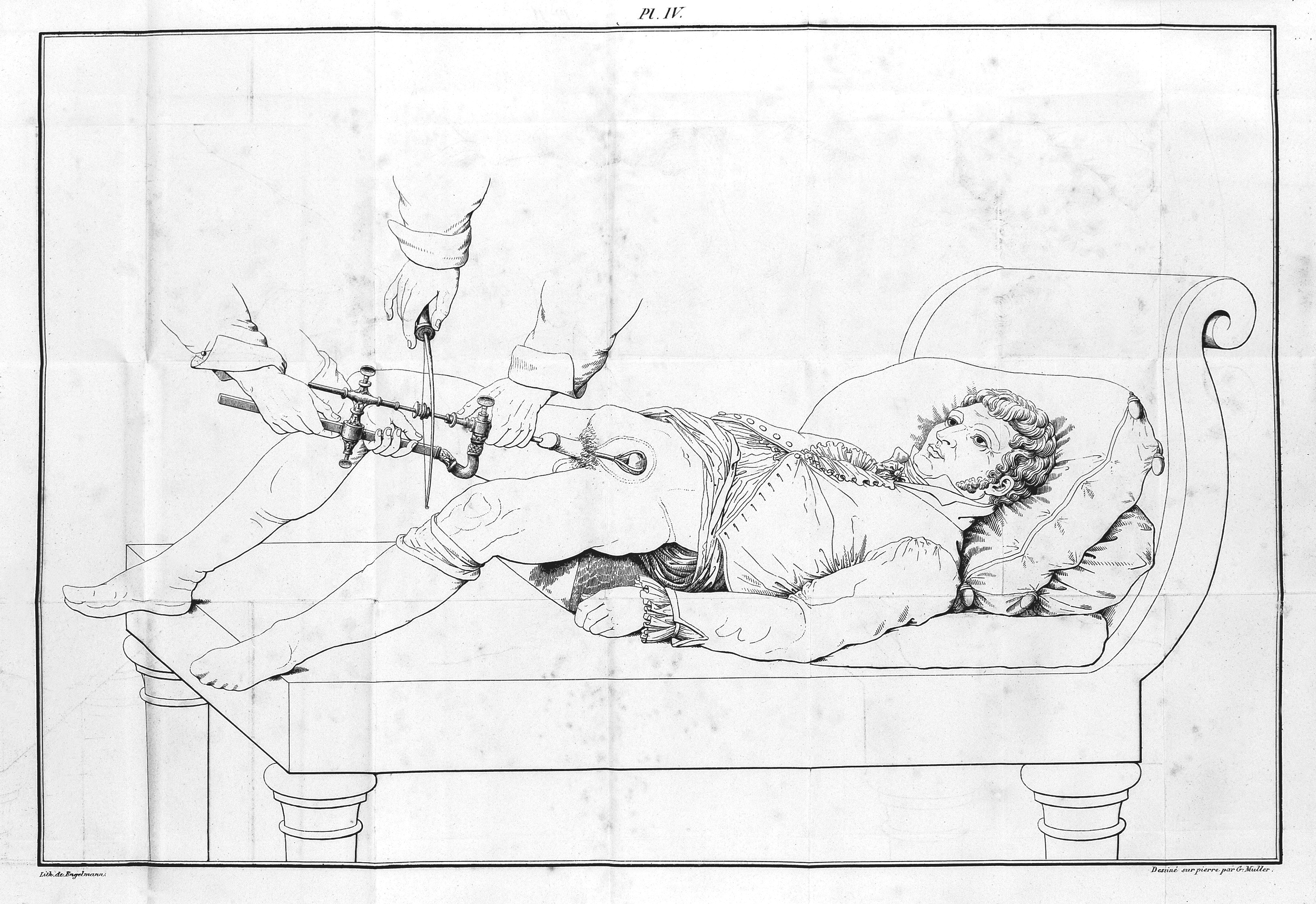
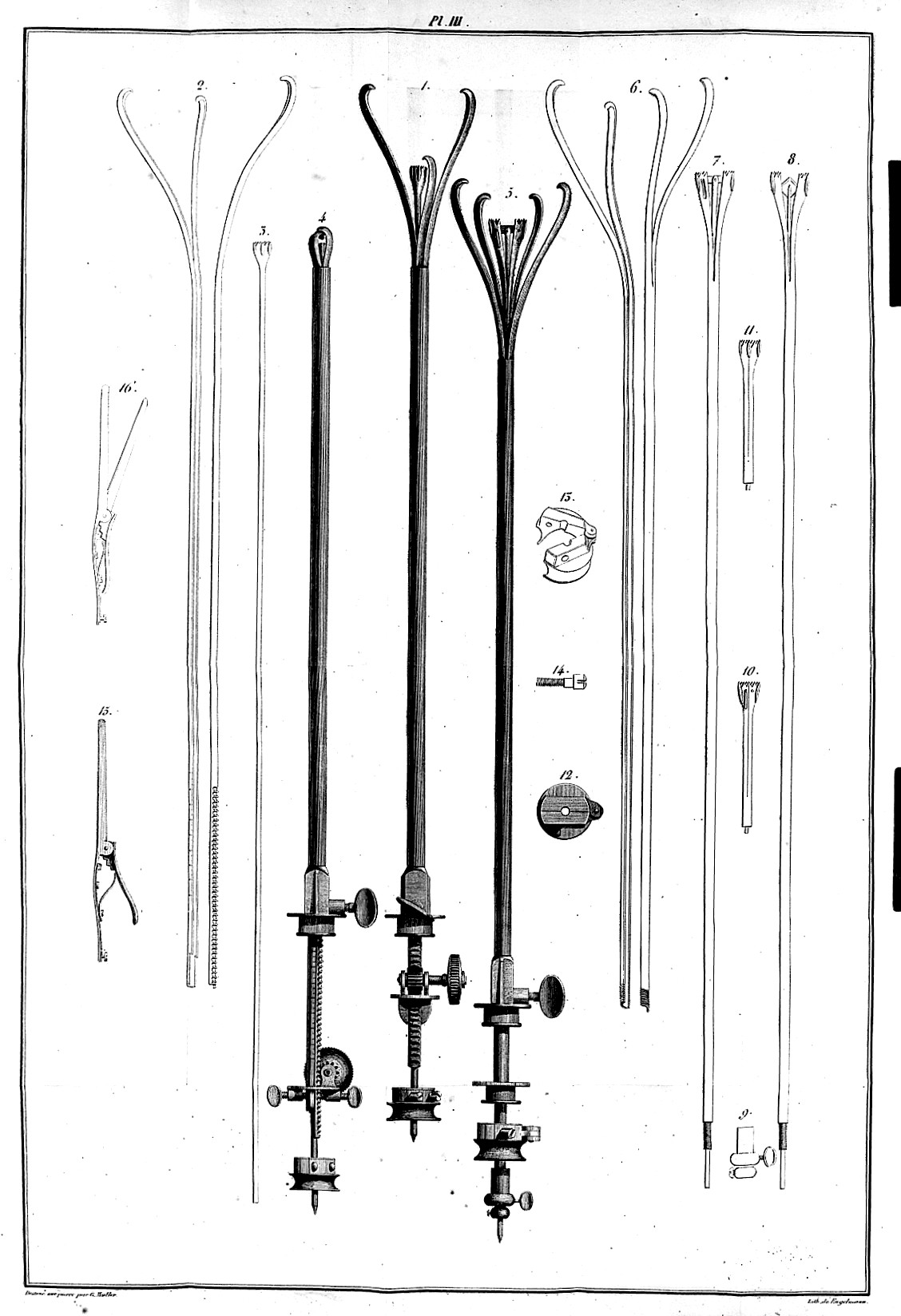
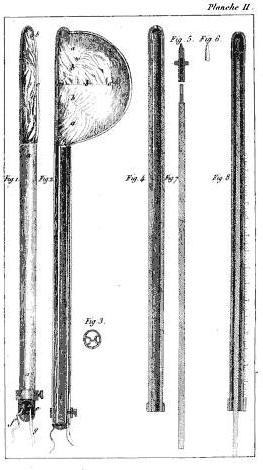

Le Prix Civiale, pourvu d'une somme de 1000 francs, était décerné tous deux ans, pour le meilleur travail d'internes titulaires sur la pathologie des voies urinaires.
« Civiale a mobilisé, pour la défense de la lithotritie, une immense collecte de données agencées en tableaux statistiques ; et ce grâce aux concours des ministres de l’Instruction publique, des Affaires étrangères et de l’Administration des hôpitaux de Paris. Les données numériques qu’il a comparées provenaient d’une quinzaine de pays, de treize départements de France et de quatre hôpitaux parisiens. À en croire Civiale, « la statistique » était « le seul moyen d’arriver à une solution. Seulement, dès 1833, ses résultats font l’objet d’une critique soulevant des doutes sur leur authenticité : « M. Civiale prétend qu’il n’y a que des faits nombreux qui puissent conduire à la solution de l’important problème […] Que doit-on penser de l’exactitude des documents ?» [écrit Joseph Souberbielle]. On se demande alors si les chiffres ne falsifient pas les faits. »

## Distinctions

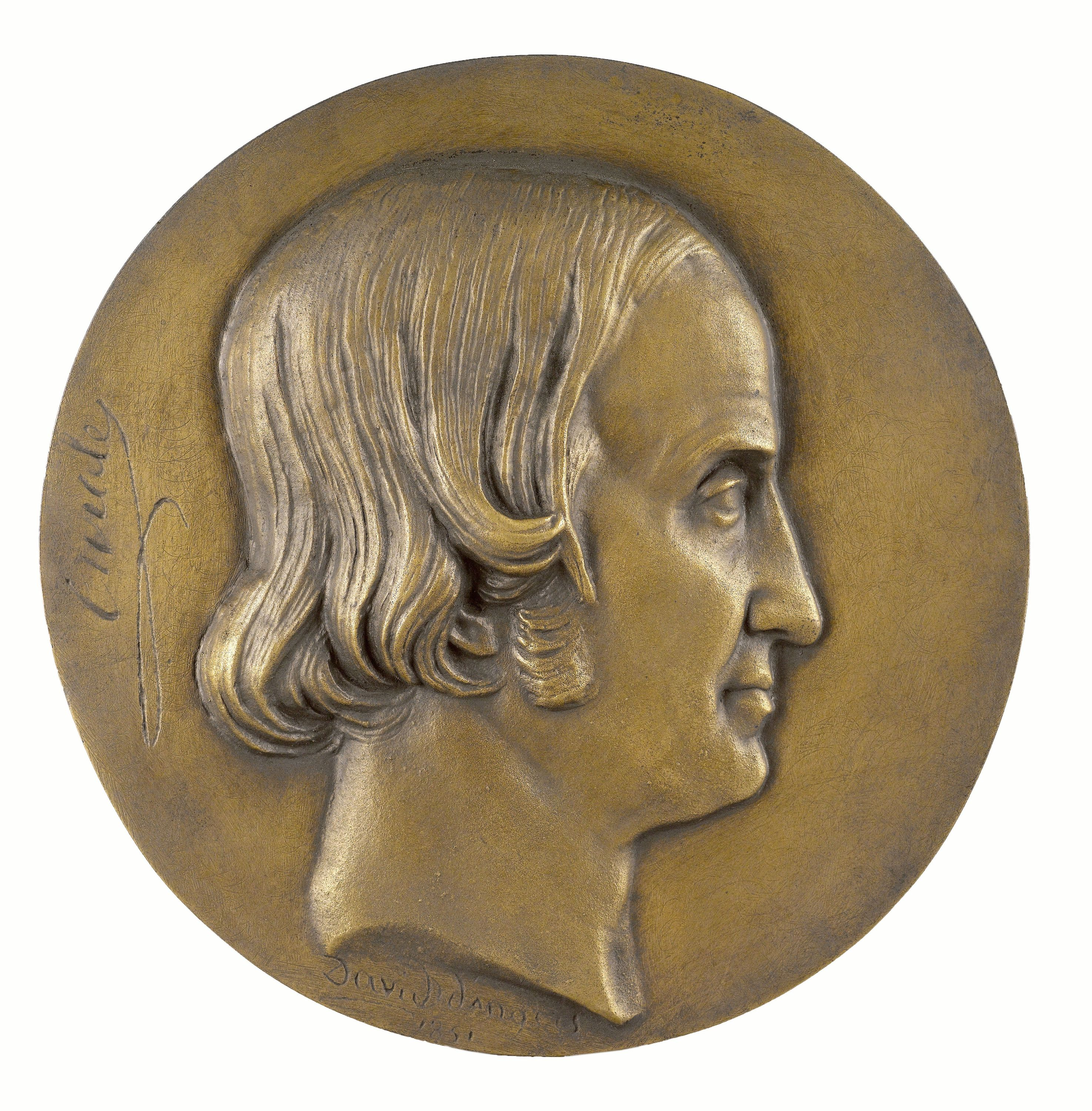
Portrait de Jean Civiale (1792-1867) par David d'Angers.

- Officier de la Légion d'honneur en 1850.
- Prix Montyon 1828[10].
- Membre de l'Académie de médecine en 1853.
- Membre libre de l'Académie des sciences en 1847.
- Décoré de l'Ordre royal de l'Étoile polaire de Suède.
- Décoré de l'Ordre de l'Aigle noir de Prusse.

## Œuvres

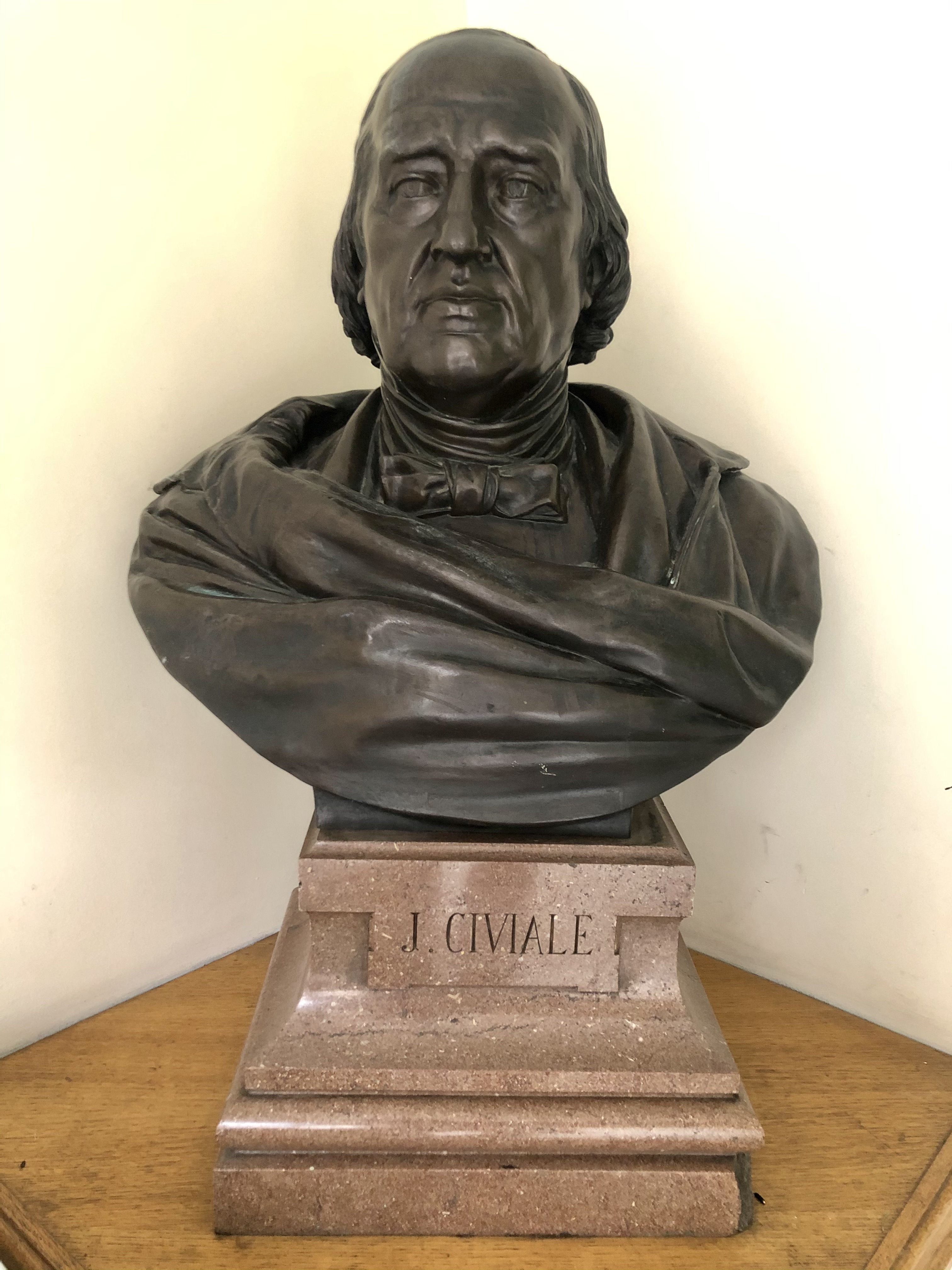
Buste de Jean Civiale, pavillon Civiale de l'hôpital Lariboisière à Paris.

- Nouvelles Considérations sur la rétention d'urine, suivies d'un traité sur les calculs urinaires, sur la manière d'en connaître la nature et la possibilité d'en opérer la destruction sans l'opération de la taille, 1823, lire en ligne sur Gallica.
- Traité de l'affection calculeuse, ou recherches sur la formation et les effets pathologiques de la pierre et de la gravelle, suivi d'un essai de statistique sur cette maladie, Crochard (Paris), 1838, lire en ligne sur Gallica.
- Mémoire sur l'anatomie pathologique des rétrécissements de l'urètre, impr. de P. Renouard (Paris), 1842, lire en ligne sur Gallica.
- Résultats cliniques de la lithotritie, pendant les années 1860-1864, (Paris), 1865, lire en ligne sur Gallica.
- Des Résultats de la lithotritie méthodiquement appliquée aux seuls cas qui la comportent, (Paris), 1847, lire en ligne sur Gallica.
- Du Morcellement des grosses pierres dans la cystotomie, (Paris), 1865, lire en ligne sur Gallica.
- Notice sur les travaux de M. Civiale(Paris), 1843, lire en ligne sur Gallica.
- Lettre-circulaire du Dr Civiale demandant aux médecins de remplir un tableau annexe destiné à la centralisation de renseignements divers sur l'affection calculeuse, (Paris), 1843, lire en ligne sur Gallica.
- Extrait du rapport fait à l'institut (Académie des sciences) sur les prix Monthyon pour l'année 1831, (Paris), lire en ligne sur Gallica.
- Observations historiques sur la lithotritie, (Paris), 1843, lire en ligne sur Gallica.
- Mémoire sur l'emploi des caustiques dans quelques maladies de l'urètre, (Paris), 1842, lire en ligne sur Gallica.
- Parallèle des divers moyens de traiter les calculeux : contenant l'examen comparatif de la lithotritie et de la cystotomie, (Paris), 1836, lire en ligne sur Gallica.
- La lithotritie et la taille, Rothschild, (Paris), 1872, lire en ligne sur Gallica.
- De l'Urétrotomie ou de quelques procédés peu usités de traiter les rétrécissements de l'urètre, (Paris), 1849, lire en ligne sur Gallica.
- Du traitement médical et préservatif de la pierre et de la gravelle avec un Mémoire sur les calculs de cystine, (Paris), 1840, lire en ligne sur Gallica.
- Nouvelles Remarques historiques sur la lithotritie, (Paris), 1843, lire en ligne sur Gallica.
- Création d'un service spécial pour les maladies des organes urinaires dans les hôpitaux de Paris, discours prononcé à l'ouverture des conférences cliniques de l'hôpital Necker, (Paris), 1864, lire en ligne sur Gallica.
- Rapport et Discussions à l'Académie royale de médecine sur la taille et la lithotritie, (Paris), 1835, lire en ligne sur Gallica.
- De la lithotritie ou broiement de la pierre dans la vessie [texte], (Paris), 1827,lire en ligne sur Gallica.
- De la lithotritie ou broiement de la pierre dans la vessie [planches], (Paris), 1827, lire en ligne sur Gallica.
- Traité pratique sur les maladies des organes génito-urinaires, 3 tomes, (Paris), 1858-1860, lire en ligne sur Gallica.
- Collections de calculs urinaires et d'instruments de chirurgie du Dr J. Civiale, (Paris), 1869, lire en ligne sur Gallica.
- Quelques considérations sur la nécessité et l'utilité d'étudier les sympathies organiques, [thèse de médecine de Paris, n°188, 1820], Texte intégral•